# Hans von Matt (Politiker)
Hans von Matt (* 3. Januar 1869 in Stans; † 22. März 1932 ebenda) war ein Schweizer Politiker (Katholisch-Konservative Volkspartei der Schweiz).

## Politik
Von Matt war von 1898 bis 1910 und von 1931 bis 1932 Mitglied des Nidwaldner Landrates. Von 1910 bis 1931 war er Regierungsrat, den er zwischen 1920 und 1930 insgesamt sechsmal als Landammann präsidierte. Von 1917 bis 1932 war er Nidwaldner Nationalrat. In den 1920er Jahren gehörte er «zu den führenden Gestalten des parteipolitisch organisierten Katholizismus».
Von Matt wirkte 1898–1923 als Redaktor des Nidwaldner Volksblattes und war 1900 Mitgründer der Zeitschrift Schweizer Rundschau, nachdem er ab 1895 die Schweizerischen Litterarischen Monats-Blätter herausgegeben hatte.

## Wirken
Hans von Matt verfügte über keine juristische Ausbildung, entwarf aber Anfang des 20. Jahrhunderts mehrere Gesetze in seinem Heimatkanton Nidwalden – unter anderem die Kantonsverfassung von 1913. Zu seiner Zeit war von Matt «einer der einflussreichsten Sozialpolitiker Nidwaldens». Im Gegensatz zu vielen anderen Konservativen habe er «aktiv Verbesserungen für die Arbeiterschaft» bewirkt.
1920 argumentierte Hans von Matt engagiert für einen Beitritt der Schweiz zum Völkerbund. Es dürfte unter anderem seinem Einsatz zu verdanken sein, dass der Kanton Nidwalden überraschend Ja stimmte. Das nationale Resultat fiel äusserst Knapp zugunsten eines Beitritts aus. Hans von Matt setzte sich stark für die Gründung diverser katholischer Vereine ein, unterstützte zahlreiche soziale Institutionen und genoss unter der Bevölkerung eine grosse Glaubwürdigkeit.

## Kritik
Von Matt nutzte seine Rolle als Verleger des Nidwaldner Volksblattes regelmässig, um Werbung für seine politischen Positionen zu machen. Während der Abstimmung über den Beitritt zum Völkerbund habe dies regelrecht propagandistische Züge angenommen.
Auch sein Armengesetz von 1912 liess der damalige Regierungsrat von seiner eigenen Zeitung loben. Mit diesem Gesetz wollte von Matt die «prekären Verhältnisse der Arbeiterschaft» adressieren, mass der geschlossenen Fürsorge von Armutsbetroffenen allerdings ein «vergleichsweise grosses Gewicht» zu.

## Privates
Hans von Matt war verheiratet mit Marie von Matt-Odermatt. Zu seinen Kindern gehörten der Künstler Hans von Matt, der Schriftsteller Josef von Matt und der Fotograf Leonard von Matt.